# Коморовиці (Великопольське воєводство)
Коморовиці (пол. Komorowice, нім. Komorowo Hauland) — село в Польщі, у гміні Львувек Новотомиського повіту Великопольського воєводства.
Населення — 83 особи (2011).
У 1975-1998 роках село належало до Познанського воєводства.

## Демографія
Демографічна структура станом на 31 березня 2011 року:
|          | Загалом | Допрацездатний вік | Працездатний вік | Постпрацездатний вік |
| -------- | ------- | ------------------ | ---------------- | -------------------- |
| Чоловіки | 47      | 11                 | 34               | 2                    |
| Жінки    | 36      | 5                  | 26               | 5                    |
| Разом    | 83      | 16                 | 60               | 7                    |